# いかたんRADIO
いかたんRADIOは、声優の井ノ上奈々と溝口小百合がパーソナリティを務めるHiBiKi Radio Station配信のラジオ番組である。

## 概要
2009年3月まではアニスタ.TVにて配信されていた。
2009年4月からはHiBiKi Radio Stationにて配信された。

## 配信日
- HiBiKi Radio Station：隔週水曜日

## 出演者
- パーソナリティ：井ノ上奈々・溝口小百合
- 旧パーソナリティ：村井真里（2008年8月 - 2009年3月）